# Teri Steer
Teri Sue Steer, później Tunks, obecnie Cantwell (ur. 30 października 1975 w Crete) – amerykańska lekkoatletka, specjalistka pchnięcia kulą, medalistka halowych mistrzostw świata i igrzysk panamerykańskich, olimpijka.

## Kariera sportowa
Odpadła w kwalifikacjach pchnięcia kulą na mistrzostwach świata juniorów w 1994 w Lizbonie.
Zdobyła brązowy medal na halowych mistrzostwach świata w 1999 w Maebashi, za Swietłaną Kriwielową z Rosji i Krystyną Zabawską z Polski. Pierwotnie została sklasyfikowana na 5. miejscu, ale Wita Pawłysz i Irina Korżanienko, które zajęły dwa pierwsze miejsca, zostały pozbawione medali z powodu dopingu. Wywalczyła brązowy medal na igrzyskach panamerykańskich w 1999 w Winnipeg, przegrywając jedynie ze swą koleżanką z reprezentacji Stanów Zjednoczonych Connie Price-Smith i Kubanką Yumileidi Cumbą. Zajęła 9. miejsce na mistrzostwach świata w 1999 w Sewilli. Odpadła w kwalifikacjach na igrzyskach olimpijskich w 2000 w Sydney.
Teri Steer była mistrzynią Stanów Zjednoczonych w pchnięciu kulą na otwartym stadionie w 2002, a w hali w 1999 i 2002.

## Rekordy życiowe
Rekordy życiowe Teri Steer:
- pchnięcie kulą – 19,21 m (28 kwietnia 2001, Des Moines)
- rzut dyskiem – 60,38 m (11 maja 2002, Clemson)

## Rodzina
Jej pierwszym mężem był kanadyjski lekkoatleta Jason Tunks, a obecnym jest kulomiot Christian Cantwell.